# Жирівська сільська рада (Жидачівський район)
| Жирівська сільська рада — орган місцевого самоврядування у Жидачівському районі Львівської області з адміністративним центром у с. Жирова. Історична дата утворення: в 1939 році. Водоймища на території, підпорядкованій даній раді: річка Дністер. Сільській раді підпорядковані населені пункти: - с. Жирова - с. Бородчиці - с. Городище - с. Заліски |

## Склад ради
Рада складається з 18 депутатів та голови.

### Керівний склад ради
| ПІБ                       | Основні відомості                                                               | Дата обрання | Дата звільнення |
| ------------------------- | ------------------------------------------------------------------------------- | ------------ | --------------- |
| Нагірняк Микола Йосипович | Сільський голова, 1961 року народження, освіта, безпартійний                    | 26.03.2006   | 31.10.2010      |
| Нагірняк Микола Йосифович | Сільський голова, 1961 року народження, освіта середня спеціальна, безпартійний | 31.10.2010   |                 |

Примітка: таблиця складена за даними джерела